# Alexander Anderson (brytyjski polityk)
Alexander Anderson (ur. 12 kwietnia 1888, zm. 11 lutego 1954) – brytyjski polityk Partii Pracy, deputowany Izby Gmin.

## Działalność polityczna
W okresie od 5 lipca 1945 do śmierci 11 lutego 1954 reprezentował okręg wyborczy Motherwell w brytyjskiej Izbie Gmin.